# Garganta de Ironbridge
La garganta de Ironbridge (del inglés: Ironbridge Gorge) es una profunda garganta formada por el río Severn en el condado de Shropshire, Inglaterra. La garganta de Ironbridge fue declarada Patrimonio de la Humanidad por la Unesco en 1986.
Originalmente denominada garganta del Severn, el cañón se denominó Ironbridge tras la construcción del Iron Bridge, el primer puente de hierro de su clase en el mundo y un monumento al comienzo de la industria minera. El puente fue construido en 1779 para unir la ciudad de Brosely con el pequeño pueblo minero de Madeley y el creciente centro industrial de Coalbrookdale.
Existían dos razones de peso para el establecimiento de la industria en la zona, la existencia de minerales fácilmente extraíbles como el carbón, minerales de hierro, caliza y arcilla para la manufactura del hierro, tejas y porcelana. Aparte de estas razones el río facilitaba el transporte de las materias hasta el mar.

## Formación
El río Severn discurre por el cañón hasta el canal de Bristol. La garganta fue formada durante la última glaciación cuando la previsible salida hacia el norte quedó atrapada en un lago (lago Lapworth) creado cuando la lámina de hielo del mar de Irlanda contuvo el río. El nivel del lago se elevó hasta que pudiera fluir sobre las colinas hacia el sur. Este flujo erosionó la trayectoria a través de las colinas que formaban la garganta haciendo que el río desembocara hacia el sur.

### Eninglés
- Turismo de Ironbridge
- Ironbridge Gorge.com
- Turismo de la Garganta de Ironbridge Archivado el 9 de marzo de 2021 en Wayback Machine.
- ITV Local de la garganta de Ironbridge
- Foto de la Garganta desde el aire (enlace roto disponible en Internet Archive; véase el historial, la primera versión y la última).
- The Ironbridge Gorge Archivado el 6 de diciembre de 2003 en Wayback Machine. po Virtual Shropshire
- Patrimonio de la Humanidad de la Unesco
- Mapa de la UNESCO
- Arqueología de Ironbridge
- Green Wood Centre
- Severn Gorge Countryside Trust
- Green Gym
- Fotografías de la Garganta de Ironbridge (enlace roto disponible en Internet Archive; véase el historial, la primera versión y la última).
- Ironbridge Pubs Archivado el 22 de enero de 2021 en Wayback Machine.

- Datos: Q647958
- Multimedia: Ironbridge Gorge / Q647958